# Francisco de la Reyna

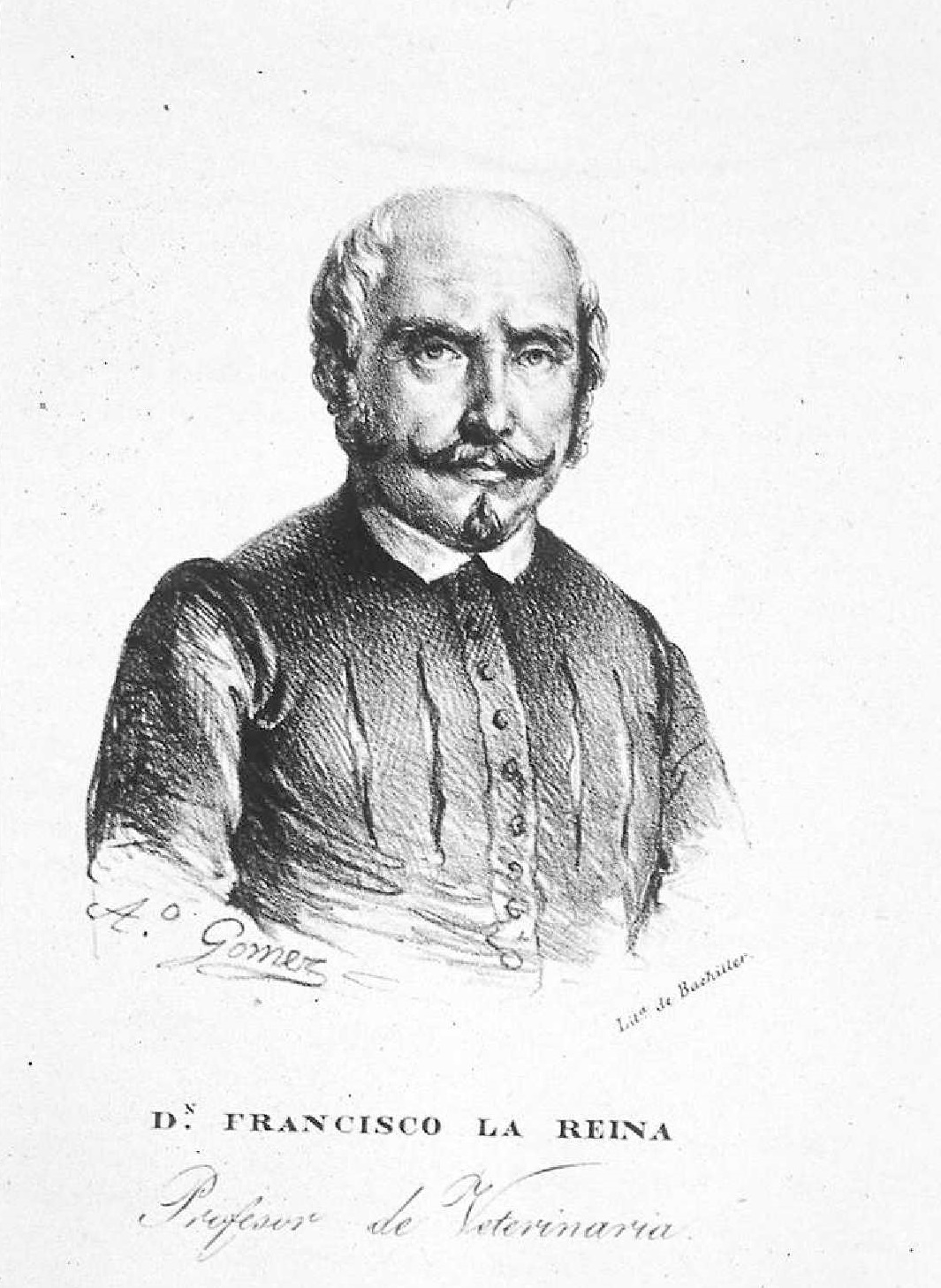
Francisco La Reina, profesor de veterinaria, retrato imaginario de Antonio Gómez Cros para el Boletín de Veterinaria de 15 de diciembre de 1845, litografía de Bachiller

Francisco de la Reyna o La Reina fue un herrador y veterinario español activo en Zamora, autor de un Libro de Albeytería varias veces reeditado dentro del siglo XVI, en el que exponía una formulación precoz de la circulación de la sangre.
De su biografía únicamente se conoce lo que él mismo cuenta en su tratado de albeitería. Era vecino de Zamora, porque así lo dice en la portada de su obra, y quizá familiar de un Diego de la Reyna, también albéitar y herrador oriundo de Zamora citado por Pedro López de Zamora en su Libro de la albeytería editado en Pamplona en 1571. Al escribir su libro estaba al servicio del conde de Alba de Liste, pues lo llama «mi señor, con quien vivo». Había vivido también en Villada (Palencia) y Toledo. Aunque la adquisición de sus conocimientos de albeitería fuese práctica, era hombre letrado y con conocimientos de latín, pues citaba en esa lengua los Aforismos de Hipócrates y había traducido a Alberto Magno. Citaba, entre otros autores, a Galeno, a Aristóteles, llamándole «el filósofo», y a Avicena, Averroes y, posiblemente, a Hunayn ibn Ishaq, latinizado Iohannitius, para él «Juanicio».
La primera edición del libro, extremadamente rara, salió en Astorga en 1547 a cargo del impresor Agustín de Paz. El mismo Agustín de Paz sacó en Mondoñedo en 1552 una nueva edición enmendada de muchos defectos, y muchas otras se hicieron en Burgos (1548, 1562, 1564), Zaragoza (1551, 1583), Baeza (1556), Salamanca (1580), Alcalá de Henares (1582) y, ya en el siglo XVII, varias más glosadas por Hernando Calvo. En él, además de ocuparse de las enfermedades y curas de las bestias, principalmente los caballos y las mulas, hablaba de los colores y de su complexión para reconocer a los buenos caballos y explicaba dos modos de herrar, uno de su invención, pero es su descripción de la circulación sanguínea en la cuarta parte del libro, arreglada en forma de preguntas y respuestas, lo que le ha otorgado mayor celebridad.
Manejando explicaciones de la circulación de la sangre que eran ya comunes antes de la descripción general formulada por Harvey, escribió:

Si te preguntaren que por qué razón quando desgobiernan un cavallo de los braços o de las piernas por qué razón sale la sangre de la parte baxa y no de la parte alta: Respuesta. Porque se entiende esta quistión. Avéys de saber que las venas capitales salen del hígado, y las arterias del corazón y estas venas capitales van repartidas por los miembros en esta manera, en ramos y miseraycas por las partes de fuera de los braços y piernas y van al instrumento de los vasos. E de allí se tornan estas miseraycas a enfundir por las venas capitales que suben desde los cascos por los brazos a la parte de dentro. Por manera que las venas de la parte de fuera tienen por oficio de llevar la sangre para abaxo. Y las venas de la parte de dentro. Tienen por oficio de llevar la sangre para arriba: por manera que la sangre anda en torno: y en rueda por todos los miembros y venas: y tienen por oficio de llevar el nutrimento por las partes de fuera. Y otras tienen por oficio de llevar el nutrimento por las partes de dentro hasta el emporado [emperador] del cuerpo que es el coraçón, al qual todos los miembros obedecen. Esta es la razón desta pregunta
Libro de albeytería, 1552, fol. lvi

De ahí concluía Benito Jerónimo Feijoo en la carta XXVIII del tomo tercero de sus Cartas eruditas y curiosas, «De el descubrimiento de la circulación de la sangre, hecho por un Albeytar Español», que Reyna había precedido en el conocimiento de la circulación sanguínea en casi cien años «al Inglés Guillermo Harveo». No ignoraba Feijoo las aportaciones que en el mismo sentido habían hecho, adelantándose también a Harvey, Miguel Servet, Andrea Cesalpino o Paolo Sarpi e incluso que algunos médicos de su tiempo, por desmerecer a Harvey, sostenían que ya Hipócrates había tratado de la circulación de la sangre, aunque para sostener tal cosa hubieran de forzar la interpretación de los textos hipocráticos, pero concluía que «lo que se puede assegurar es, que no consta, que antes de Harveo, algún Médico, o Philosopho haya hablado distintamente de la circulación, con la voz circulación, ni con otra equivalente, a excepción de nuestro Albeytar, que claramente dexo escrito que la sangre anda en torno y rueda por todos los miembros».
Las afirmaciones de Feijoo generaron controversia. Nicolás Casas, que adelantaba la composición del libro de Reyna a comienzos del siglo XVI, envuelto en la polémica y buscando una posición equilibrada, resumió que la circulación de la sangre era ya comúnmente conocida en tiempos de Reyna, lo que explicaría el que se encontrasen menciones a ella, además de en Servet, el primero en describir las circulación pulmonar, en Andrés Laguna, Luis Lobera de Ávila o Bernardino Montaña de Monserrate, y que unos y otros se remontasen en sus explicaciones a Hipócrates y a Aristóteles o Galeno, pero si por todo ello «se demuestra que en su tiempo era ya conocida la circulación de la sangre, sin que por ello digamos que a él se le debe su descubrimiento [...] sí que sostengamos que es el autor más antiguo que se conserva hasta el día en el que se expresa de un modo fijo y terminante aquella idea».

## Obra
- Libro de Albeytería. En el qual se verán todas quantas enfermedades y desastres suelen acaescer a todo genero de bestias y la cura de dellas. Assi mesmo se verán las colores y faciones para conoscer un buen cavallo y una buena mula. El mas copioso que hasta agora se ha visto. Hecho y ordenado por el honrado varón francisco de la reyna, herrador: vezino de la ciudad de çamora. Agora nuevamente impresso y emendado de muchos defectos que se hizieon en la primera impression con intento de dar claridad a los Albeytares de España. Año de. M.D.Lii.[10]